# 卡拉伊姆人
卡拉伊姆人（克里米亞卡拉伊姆語：Кърымкъарайлар sg. къарай - qaray；特拉凱卡拉伊姆語：karaj（單數）、karajlar（複數）；希伯來語：קראי מזרח אירופה, ；突厥語：Karaylar）是指信奉卡拉派猶太教的突厥语民族。目前主要分布在俄罗斯、乌克兰，其余分布在立陶宛、波兰、埃及、以色列、美国等地，目前主要說當地的語言，卡拉伊姆語现已面临绝迹的危险，属于突厥语系的欽察语支。
在二戰期間，從納粹德國法律的角度來看，卡拉伊姆人並沒有被認為是猶太人，並沒有像猶太人一樣被迫害，他們自己也認同可薩人後代的身份。有可薩猶太人陰謀論認為他們是阿什肯納茲猶太人的來源。卡拉派猶太教與正統猶太教差異較大，在歷史上也一直未被猶太人所承認。戰後，他們能有取得以色列國籍的資格，是因為納粹時期他們曾利用非猶太人身份的便利性解救过猶太人。